# پاتریک فندیک
 پاتریک فندیک (انگلیسی: Patty Fendick؛ زاده ۳۱ مارس ۱۹۶۵) یک تنیس‌باز اهل ایالات متحده آمریکا است.